# Campionati europei di triathlon middle distance del 2019
I Campionati europei di triathlon middle distance del 2019 (XIV edizione) si sono tenuti a Târgu Mureș in Romania, in data 7 luglio 2019.
Tra gli uomini ha vinto il russo Andrey Bryukhankov, mentre la gara femminile è andata alla britannica Katrina Rye.

## Risultati

### Élite uomini
| Pos. | Nome                 | Paese      | Nuoto    | Bici     | Corsa    | Totale   |
| ---- | -------------------- | ---------- | -------- | -------- | -------- | -------- |
|      | Andrey Bryukhankov   | Russia     | 00:23:38 | 01:57:44 | 01:12:20 | 03:38:21 |
|      | Filipe Azevedo       | Portogallo | 00:24:38 | 02:00:18 | 01:13:45 | 03:43:31 |
|      | Domen Dornik         | Slovenia   | 00:23:42 | 02:01:39 | 01:16:04 | 03:46:05 |
| 4    | László Tarnai        | Ungheria   | 00:25:53 | 02:04:04 | 01:13:23 | 03:47:37 |
| 5    | Péter Szilágyi       | Ungheria   | 00:25:52 | 02:03:50 | 01:18:52 | 03:53:23 |
| 6    | Strahinja Trakic     | Serbia     | 00:25:49 | 02:04:16 | 01:24:07 | 03:58:47 |
| 7    | Matija Avirović      | Croazia    | 00:25:54 | 02:06:30 | 01:22:38 | 04:00:23 |
| 8    | Zsombor Deak         | Romania    | 00:30:36 | 02:07:29 | 00:00:00 | 04:00:57 |
| 9    | Denis Sketako        | Slovenia   | 00:27:33 | 01:59:55 | 01:35:47 | 04:08:00 |
| 10   | Szabolcs Kovacs      | Romania    | 00:37:04 | 02:11:31 | 01:22:34 | 04:16:12 |
| 11   | Mihai Alin Baractaru | Romania    | 00:33:06 | 02:17:12 | 01:32:29 | 04:27:45 |
| 12   | Alexandru Diaconu    | Romania    | 00:30:35 | 02:36:09 | 01:22:07 | 04:35:31 |

### Élite donne
| Pos. | Atleta            | Paese       | Nuoto    | Bici     | Corsa    | Totale   |
| ---- | ----------------- | ----------- | -------- | -------- | -------- | -------- |
|      | Katrina Rye       | Regno Unito | 00:28:28 | 02:11:04 | 01:23:19 | 04:07:35 |
|      | Ewa Bugdol        | Polonia     | 00:28:04 | 02:14:04 | 01:26:29 | 04:13:56 |
|      | Liliya Baranovska | Ucraina     | 00:29:40 | 02:15:28 | 01:28:26 | 04:18:21 |
| 4    | Marta Bernardi    | Italia      | 00:30:19 | 02:18:41 | 01:26:45 | 04:20:52 |
| 5    | Sonja Skevin      | Croazia     | 00:27:01 | 02:17:22 | 01:33:25 | 04:22:40 |
| 6    | Mariia Velykotska | Ucraina     | 00:33:48 | 02:36:37 | 01:39:53 | 04:55:30 |